# Robert Beck
Pour les articles homonymes, voir Robert Beck (homonymie) et Beck.
Robert Beck  dit Raoul (11 septembre 1897 à Arpajon - 6 février 1943 à Paris), est un militant communiste français, chef d'un réseau de résistance lié à l'Internationale communiste.

## Avant-Guerre
Robert Beck est né à Arpajon (Seine-et-Oise) en 1897, dans une famille d’ouvriers : son père, syndiqué à la CGT, est charpentier-couvreur, sa mère, femme de ménage-blanchisseuse. Celle-ci étant décédée alors qu'il était encore jeune, il est éduqué dans un orphelinat puis il étudie dans des institutions religieuses jusqu’à son exclusion du séminaire de Chartres, en 1911. 
En 1915, il part sur le front et participe en 1917 à l'organisation de mutineries, ce qui le conduit à être condamné à cinq ans de bagne au Maroc. Il connaît alors des conditions de détention extrêmement dures qui joueront un rôle très important dans la suite de son parcours politique.
Il s’installe en Tunisie où il travaille comme ouvrier docker à l'Arsenal de Ferryville et devient rapidement un des dirigeants de la CGT tunisienne. Membre du Parti communiste en 1925, il devient un leader syndical et politique actif. Il est condamné à une année de prison la même année pour « provocation de militaires à la désobéissance » à la suite d'une distribution de tracts contre la guerre du Rif. Pendant son incarcération, il lit les grands classiques du marxisme et apprend plusieurs langues vivantes en plus du grec et du latin qu'il connaissait du séminaire. Il aura un fils en Tunisie, Emile, qui fera une partie de la guerre dans la 2ème DB et qui mourra de la tuberculose peu après la Libération faute de soins suffisants. Robert Beck quitte la Tunisie en avril 1929, contesté par la commission coloniale du Parti Communiste. Il participe au congrès de Saint-Denis en avril 1929. Il organise son auto-exclusion en 1935 afin d'entrer dans un réseau clandestin dépendant de l'Internationale communiste (IC), actif notamment durant toute la guerre d'Espagne.

## Résistance
Entré très tôt dans la clandestinité, il est chargé dès 1940 par l'IC de constituer un réseau de résistance associant renseignement et action sur le terrain. Beck était secondé par Hittel Gruszkiewicz (dit Bill) alias Duranton,, originaire de Pologne, responsable des transports d'armes pour les Brigades internationales et ayant eu des responsabilités à la base d'Albacète. Robert Beck est considéré par les nazis comme un des plus dangereux « terroristes », ce qui conduit la police française à organiser avec succès le démantèlement de son réseau en juin et juillet 1942.
Il est arrêté par la police le 7 juillet 1942 avec sa compagne Renée Hogge et remis aux Allemands. Plusieurs membres de son réseau sont arrêtés en même temps que lui. Robert Beck tente de se suicider en se tranchant les veines, mais sans succès. Son adjoint Hittel Gruszkiewicz parviendra lui à se jeter d'une fenêtre de sa prison. Robert Beck est fusillé le 6 février 1943 au stand de tir de Balard sans avoir jamais communiqué à ses tortionnaires autre chose que ce qu'ils connaissaient déjà. Le rapport final de la Gestapo indique en septembre 1942 : « Beck est à la tête d'une organisation terroriste très active et un représentant direct du Komintern. Sans aucun doute d'autres complices sont encore en liberté mais les vérifications se révèlent extrêmement difficiles du fait que la tactique observée par Beck ne met aucun complice en cause ». Les autres membres du réseau peuvent, aux dires des services soviétiques, continuer leurs opérations. La dernière lettre de Robert Beck a été publiée dans le livre "La vie à en mourir - lettres de fusillés". L'original de cette lettre a été donnée par ses enfants au Parti communiste français.
Renée Hogge est condamnée et déportée à la forteresse de Lübeck, puis au camp de Ravensbrück et enfin celui de Mauthausen, d'où elle est revenue handicapée à la fin de la guerre.